# Alessandro Magnasco
Alessandro Magnasco zvaný také il Lissandrino (4. února 1667 Janov – 12. března 1749 Janov) byl severoitalský malíř vrcholného a pozdního baroka; byl aktivní hlavně v Miláně a Janově. Je znám především pro své silně stylizované a fantastické, často bizarní žánrové scény a krajiny.

## Život

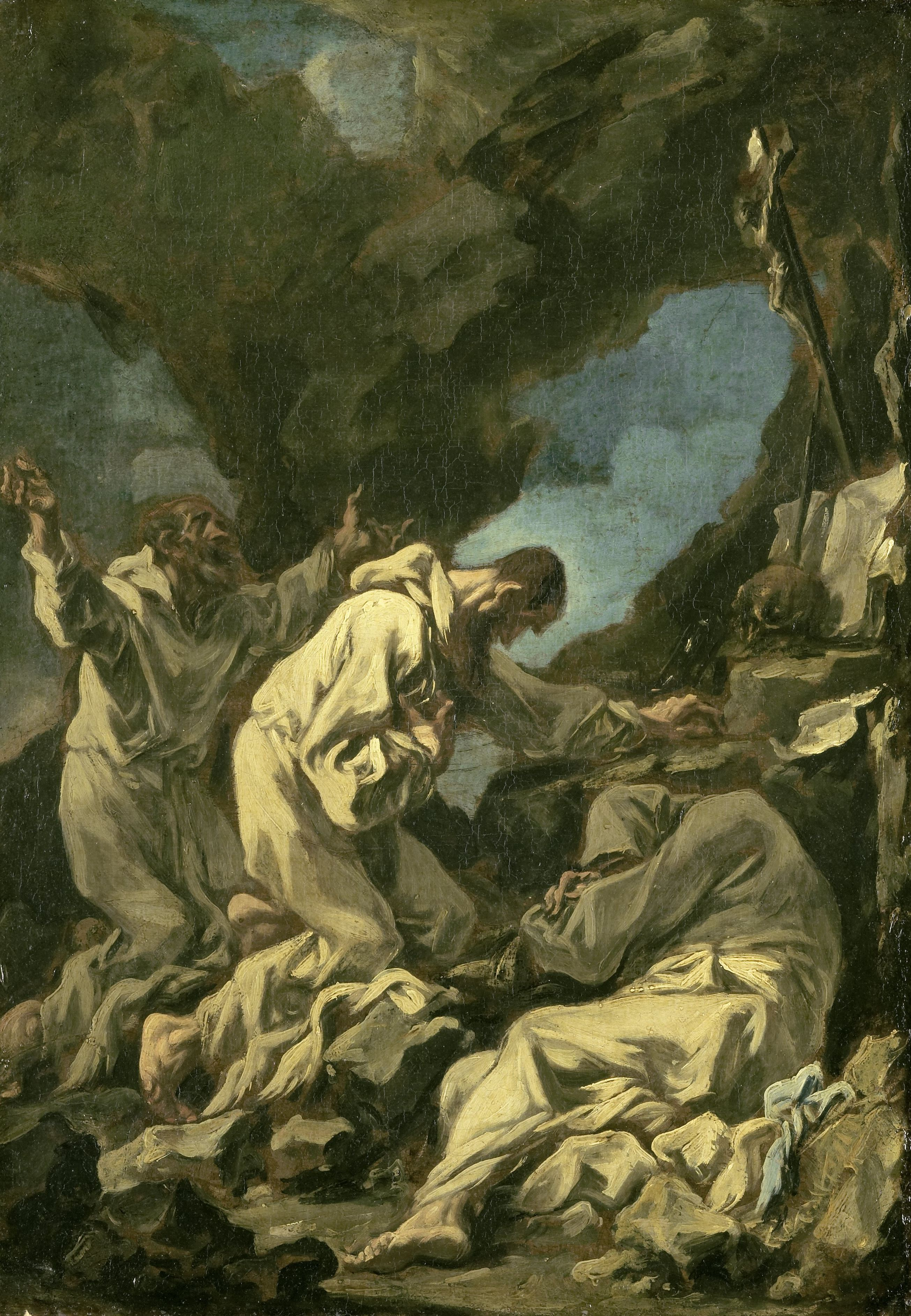
Tři kamaldulští benediktini v extázi

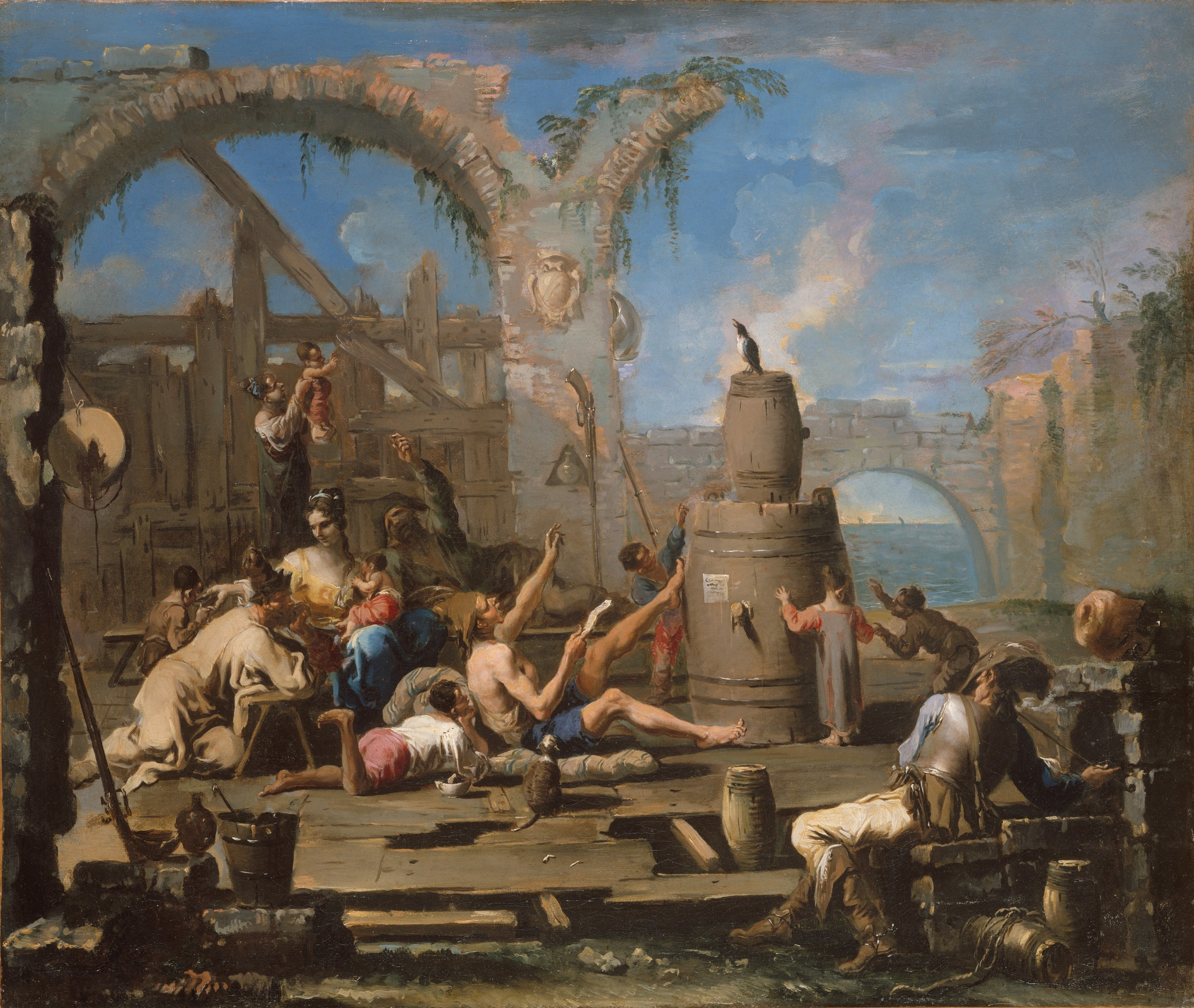
Potulní herci s mluvící strakou

Narodil se v rodině malíře Stefana Magnasca, jeho učiteli byli Valerio Castello a Filippo Abbiati. Do roku 1735 pracoval s Miláně s výjimkou několika let, jež strávil ve Florencii v medicejských službách. Pak se vrátil do rodného Janova.

## Tvorba
Nejdříve se prosadil jako portrétista. Po roce 1710 se věnoval více malbě oltářních obrazů. Vznikala jeho nejznámější díla. Fantaskní plátna s často neobvyklými náměty, s iluzivní scenérií a dramatickými gesty jednajících postav mívají šerosvitné partie střídané s ostrým osvětlením. Prvním okruhem byly křesťanské náměty: biblické zázraky, ze života řeholníků či světců, například extáze mnichů nebo bohoslužba kvakerů. Druhý okruh tvoří témata kriminální a násilnická, například výslech útrpným právem nebo shromáždění lupičů. Třetí skupinou jsou témata typicky rokoková, bizarní a úsměvná.

## Dílo
- Vzkříšení Lazara
- Kající se sv. Marie Magdaléna v krajině, Národní galerie v Praze
- Svatý Jeroným v krajině
- Mniši v ruinách
- Extáze tří kamaldulských mnichů, Rijksmuseum, Amsterdam
- Extáze sv. Františka z Assisi mezi anděly
- Tortura - brutální výslech inkvizice; 1728
- Lupiči ve vězení
- Potulní herci s mluvící strakou, Metropolitní muzeum v New Yorku
- Zájezdní hostinec s opilci